# Campionati del mondo di atletica leggera 2015 - Getto del peso femminile
La gara del getto del peso femminile dei Campionati del mondo di atletica leggera 2015 si è svolta interamente il 22 agosto.

## Podio
| Pos.    | Atleta              | Nazionalità | Misura  |
| ------- | ------------------- | ----------- | ------- |
| Oro     | Christina Schwanitz | Germania    | 20,37 m |
| Argento | Gong Lijiao         | Cina        | 20,30 m |
| Bronzo  | Michelle Carter     | Stati Uniti | 19,76 m |

## Situazione pre-gara

### Record
Prima di questa competizione, il record del mondo e il record dei campionati erano i seguenti.
| Record                | Prestazione | Atleta                               | Data                                  | Competizione  |
| --------------------- | ----------- | ------------------------------------ | ------------------------------------- | ------------- |
| Record mondiale       | 22,63 m     | Natal'ja Lisovskaja Unione Sovietica | 7 giugno 1987 Mosca, Unione Sovietica |               |
| Record dei campionati | 21,24 m     | Natal'ja Lisovskaja Unione Sovietica | 5 settembre 1987 Roma, Italia         | Mondiali 1987 |

### Campionesse in carica
Le campionesse in carica, a livello mondiale e olimpico, erano:
| Campionessa | Atleta                      | Prestazione | Data                              | Competizione         |
| ----------- | --------------------------- | ----------- | --------------------------------- | -------------------- |
| Olimpica    | Valerie Adams Nuova Zelanda | 20,70 m     | 6 agosto 2012 Londra, Regno Unito | Giochi olimpici 2012 |
| Mondiale    | Valerie Adams Nuova Zelanda | 20,88 m     | 12 agosto 2013 Mosca, Russia      | Mondiali 2011        |

### La stagione
Prima di questa gara, le atlete con le migliori tre prestazioni dell'anno erano:
| Pos. | Atleta                       | Prestazione | Data                               |
| ---- | ---------------------------- | ----------- | ---------------------------------- |
| 1    | Christina Schwanitz Germania | 20,77 m     | 20 maggio 2015 Pechino, Cina       |
| 2    | Gong Lijiao Cina             | 20,34 m     | 9 luglio 2015 Gotha, Germania      |
| 3    | Michelle Carter Stati Uniti  | 20,02 m     | 25 giugno 2015 Eugene, Stati Uniti |

## Risultati

### Qualificazioni
Le atlete che superano 18.30m (Q) o le migliori 12 misure (q) si qualificano per la finale.
| Pos | Gruppo | Atleta                  | Paese             | 1ª prova | 2ª prova | 3ª prova | Risultato | Note             |
| --- | ------ | ----------------------- | ----------------- | -------- | -------- | -------- | --------- | ---------------- |
| 1   | A      | Christina Schwanitz     | Germania          | 19,39 m  |          |          | 19,39 m   | Q                |
| 2   | B      | Michelle Carter         | Stati Uniti       | 19,22 m  |          |          | 19,22 m   | Q                |
| 3   | B      | Gong Lijiao             | Cina              | 19,11 m  |          |          | 19,11 m   | Q                |
| 4   | A      | Anita Márton            | Ungheria          | 17,40 m  | 18,85 m  |          | 18,85 m   | Q                |
| 5   | B      | Natallja Michnevič      | Bielorussia       | 17,97 m  | 18,17 m  | 18,57 m  | 18,57 m   | Q                |
| 6   | A      | Cleopatra Borel         | Trinidad e Tobago | 17,01 m  | 18,55 m  |          | 18,55 m   | Q                |
| 7   | A      | Alëna Dubickaja         | Bielorussia       | 17,95 m  | 18,51 m  |          | 18,51 m   | Q                |
| 8   | B      | Natalia Duco            | Cile              | 17,84 m  | 18,29 m  | x        | 18,29 m   | q                |
| 9   | A      | Gao Yang                | Cina              | 17,97 m  | 18,18 m  | 18,21 m  | 18,21 m   | q                |
| 10  | B      | Jeneva Stevens          | Stati Uniti       | 17,81 m  | 17,77 m  | 18,05 m  | 18,05 m   | q                |
| 11  | B      | Julija Leancjuk         | Bielorussia       | 17,58 m  | 17,96 m  | x        | 17,96 m   | q                |
| 12  | A      | Paulina Guba            | Polonia           | 17,46 m  | 17,55 m  | 17,73 m  | 17,73 m   | q                |
| 13  | A      | Tia Brooks              | Stati Uniti       | 17,71 m  | x        | x        | 17,71 m   |                  |
| 14  | A      | Chiara Rosa             | Italia            | x        | 17,54 m  | x        | 17,54 m   |                  |
| 15  | A      | Geisa Arcanjo           | Brasile           | 17,26 m  | 17,02 m  | 17,42 m  | 17,42 m   |                  |
| 16  | B      | Guo Tianqian            | Cina              | 17,10 m  | x        | 16,98 m  | 17,10 m   |                  |
| 17  | B      | Yaniuvis López          | Cuba              | 16,85 m  | 17,10 m  | 16,94 m  | 17,10 m   |                  |
| 18  | B      | Leila Rajabi            | Iran              | 17,04 m  | x        | x        | 17,04 m   |                  |
| 19  | A      | Halyna Obleščuk         | Ucraina           | 16,97 m  | 16,74 m  | 16,12 m  | 16,97 m   |                  |
| 20  | A      | Auriol Dongmo Mekemnang | Camerun           | 16,46 m  | 16,85 m  | x        | 16,85 m   | Record nazionale |
| 21  | B      | Ahymara Espinoza        | Venezuela         | 16,53 m  | 16,76 m  | x        | 16,76 m   |                  |
| 22  | A      | Danniel Thomas          | Giamaica          | x        | 16,62 m  | x        | 16,62 m   |                  |
| 23  | B      | Úrsula Ruiz             | Spagna            | 16,36 m  | 16,26 m  | x        | 16,36 m   |                  |
| 24  | B      | Keely Medeiros          | Brasile           | x        | 14,69 m  | 15,17 m  | 15,17 m   |                  |

### Finale
| Pos.   | Atleta              | Nazionalità       | 1ª prova | 2ª prova | 3ª prova | 4ª prova | 5ª prova | 6ª prova | Misura  | Note                          |
| ------ | ------------------- | ----------------- | -------- | -------- | -------- | -------- | -------- | -------- | ------- | ----------------------------- |
| center | Christina Schwanitz | Germania          | 19,80 m  | 20,00 m  | 20,37 m  | x        | 20,10 m  | x        | 20,37 m |                               |
| center | Gong Lijiao         | Cina              | 20,30 m  | 20,05 m  | 20,25 m  | x        | x        | 19,91 m  | 20,30 m |                               |
| center | Michelle Carter     | Stati Uniti       | 19,45 m  | 19,76 m  | 18,57 m  | 18,85 m  | 19,48 m  | 19,71 m  | 19,76 m |                               |
| 4      | Anita Márton        | Ungheria          | 18,02 m  | 18,23 m  | 18,06 m  | 19,48 m  | 18,89 m  | 19,11 m  | 19,48 m | Record nazionale              |
| 5      | Gao Yang            | Cina              | 18,15 m  | 18,09 m  | 17,84 m  | 19,04 m  | x        | x        | 19,04 m | Miglior prestazione personale |
| 6      | Alëna Dubickaja     | Bielorussia       | 18,21 m  | x        | 18,52 m  | 17,43 m  | x        | x        | 18,52 m |                               |
| 7      | Julija Leancjuk     | Bielorussia       | 17,38 m  | 18,25 m  | 17,67 m  | 17,85 m  | x        | 17,85 m  | 18,25 m |                               |
| 8      | Natallja Michnevič  | Bielorussia       | 17,05 m  | 18,09 m  | 17,75 m  | 18,11 m  | 17,79    | 18,24 m  | 18,24 m |                               |
| 9      | Natalia Duco        | Cile              | 17,94 m  | 17,95 m  | 17,98 m  |          |          |          | 17,98 m |                               |
| 10     | Jeneva Stevens      | Stati Uniti       | 16,79 m  | 17,44 m  | 17,84 m  |          |          |          | 17,84 m |                               |
| 11     | Paulina Guba        | Polonia           | 17,04 m  | 17,52 m  | 17,11 m  |          |          |          | 17,52 m |                               |
| 12     | Cleopatra Borel     | Trinidad e Tobago | 17,43 m  | x        | 16,85 m  |          |          |          | 17,43 m |                               |